# Darmont
La Darmont è stata una casa automobilistica francese attiva tra il 1919 e il 1936.

## Storia

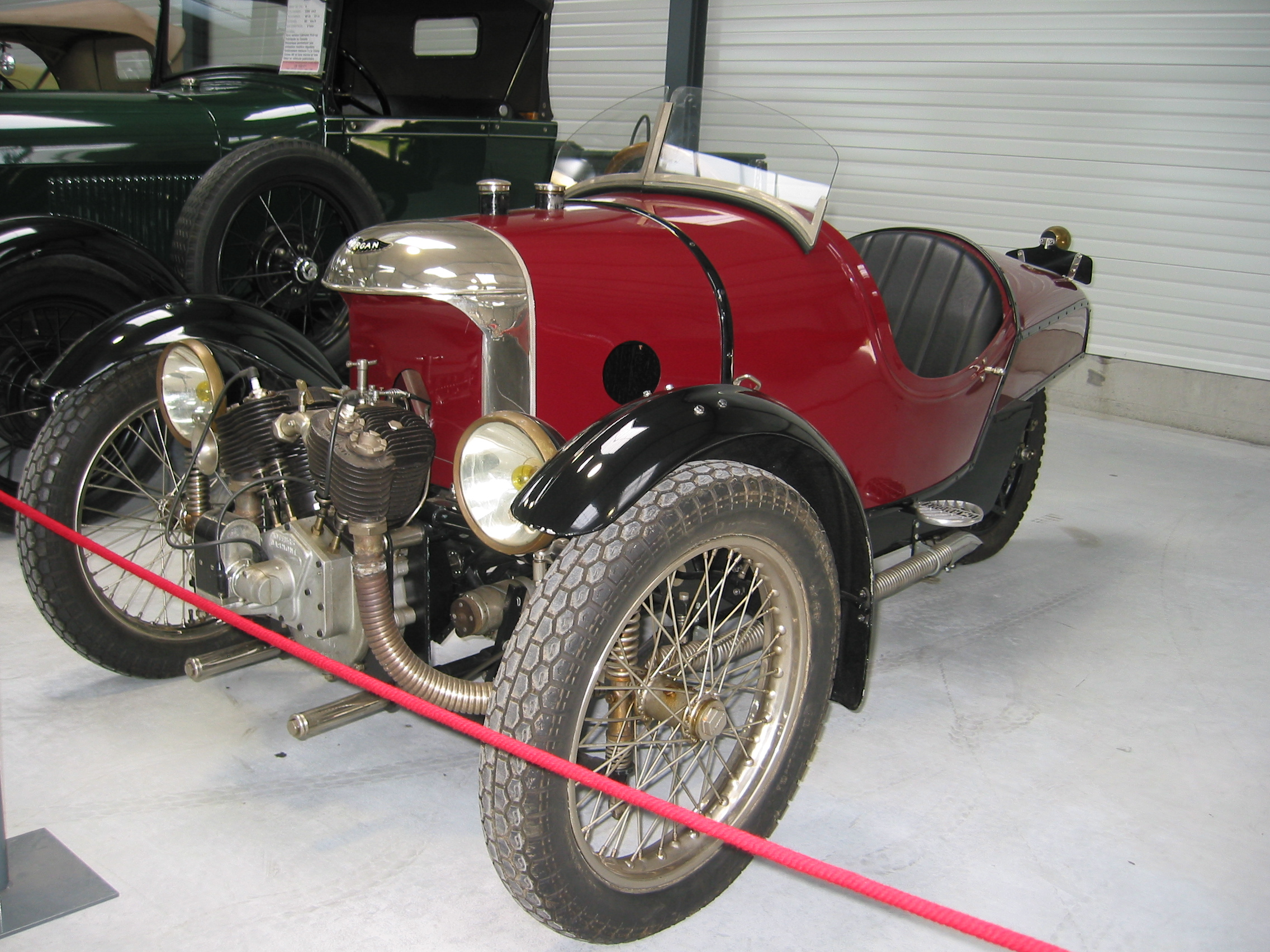
Una Darmont-Morgan del 1922

La Darmont è nota presso gli appassionati per essere stata la principale artefice della diffusione in Francia degli autocicli Morgan.
La prima fiamma di tale popolarità fu accesa con la vittoria delle Morgan alla prima gara della storia riservata agli autocicli, tenutasi ad Amiens, in Francia, nel 1913. Da qui cominciò la grande fama delle Morgan a tre ruote, che vennero importate oltremanica: tra il 1914 e il 1915 ne furono vendute circa 700 nella sola Francia. La guerra costrinse a interrompere momentaneamente le importazioni dall'Inghilterra: al termine del conflitto, una delle aziende importatrici, i cui titolari erano i fratelli Roger e André Darmont, strinse un accordo per la produzione su licenza delle vetturette Morgan a tre ruote. Nacque così la Darmont, intesa come casa automobilistica. Tale casa nota anche come Darmont-Morgan, stabilì la sua sede a Courbevoie, vicino a Parigi. Durante i suoi primi anni di attività, la Darmont costruì le vetture su licenza, mentre la vendita fu affidata a Stuart Malcolm Sandford, un inglese che già da tempo viveva a Parigi e che già aveva avuto esperienze come pilota, meccanico e rivenditore di moto. 
Nel 1922 i rapporti fra Sandford e i fratelli Darmont si guastarono e ciò portò alla rottura del sodalizio fra le due parti: alla Darmont quindi toccò riorganizzare la vendita delle sue Morgan a tre ruote costruite su licenza. Il problema venne presto risolto, grazie comunque alla presenza di un rivenditore ufficiale a Parigi nel XVII arrondissement e di altri rivenditori nel territorio francese. In pratica, da quel momento Darmont e Sandford cominciarono ognuno a vivere di vita propria costruendo vetture simili e divenendo di fatto l'uno il principale concorrente dell'altro. Durante tutta la sua attività commerciale la produzione della Darmont fu quasi interamente basata sulla produzione di vetture a tre ruote derivate strettamente dalle Morgan a tre ruote. A partire dal 1926, però, la gamma delle Darmont a tre ruote si ampliò: il piccolo costruttore di Courbevoie aveva infatti deciso di mettere anche un po' di farina del suo sacco nel produrre le vetturette Morgan su licenza. Furono infatti ristilizzati i corpi vettura e furono adottati motori prodotti in proprio e nuovi modelli riservati al mercato francese. Nacquero così persino versioni con carrozzeria pick-up o anche simile a un furgoncino, con cassone posteriore. Lo zoccolo duro rimasero comunque le versioni roadster impiegate anche in ambito sportivo. 
Tecnicamente, le Darmont a tre ruote utilizzavano un telaio in acciaio a longheroni longitudinali, mentre il motore utilizzato era un motore V2 di origine motociclistica raffreddato ad aria e montato esternamente, dove normalmente troverebbe posto la calandra. Questi motori avevano inizialmente una cilindrata di 1084 cm3, ma in seguito la gamma motori si espanse sia verso l'alto sia verso il basso, arrivando a comprendere unità da 0,5 a 1,1 litri. Negli esemplari destinati alle competizioni, si arrivò in taluni casi a utilizzare un compressore volumetrico Cozette. In ogni caso, a prescidere di motori utilizzati, lo schema meccanico era il medesimo: dal motore partiva l'albero di trasmissione che trasferiva la coppia motrice all'unica ruota posteriore attraverso un cambio manuale a due marce senza retromarcia e ad una catena che collegava l'uscita del cambio stesso con il mozzo della ruota. Un'altra caratteristica inusuale per l'epoca era l'avantreno a ruote indipendenti.
Le vetture godettero di un buon successo di vendite, complici le ottime prestazioni (si andava dai 100 ai 150 km/h nelle versioni più spinte) e anche i vari successi in campo sportivo, e la casa arrivò tranquillamente alla fine degli anni venti. Nonostante il mercato delle cyclecar stesse cominciando a scemare, durante gli anni trenta del secolo scorso la Darmont continuò a produrre le sue vetture a tre ruote. Fu solo nel 1935 che la gamma venne integrata con l'arrivo della V-Junior, l'unica Darmont a quattro ruote, equipaggiata anch'essa con un motore V2 da 1,1 litri. Con lo scoppio della seconda guerra mondiale, la produzione cessò per non venire mai più ripresa.

### Principali modelli Darmont

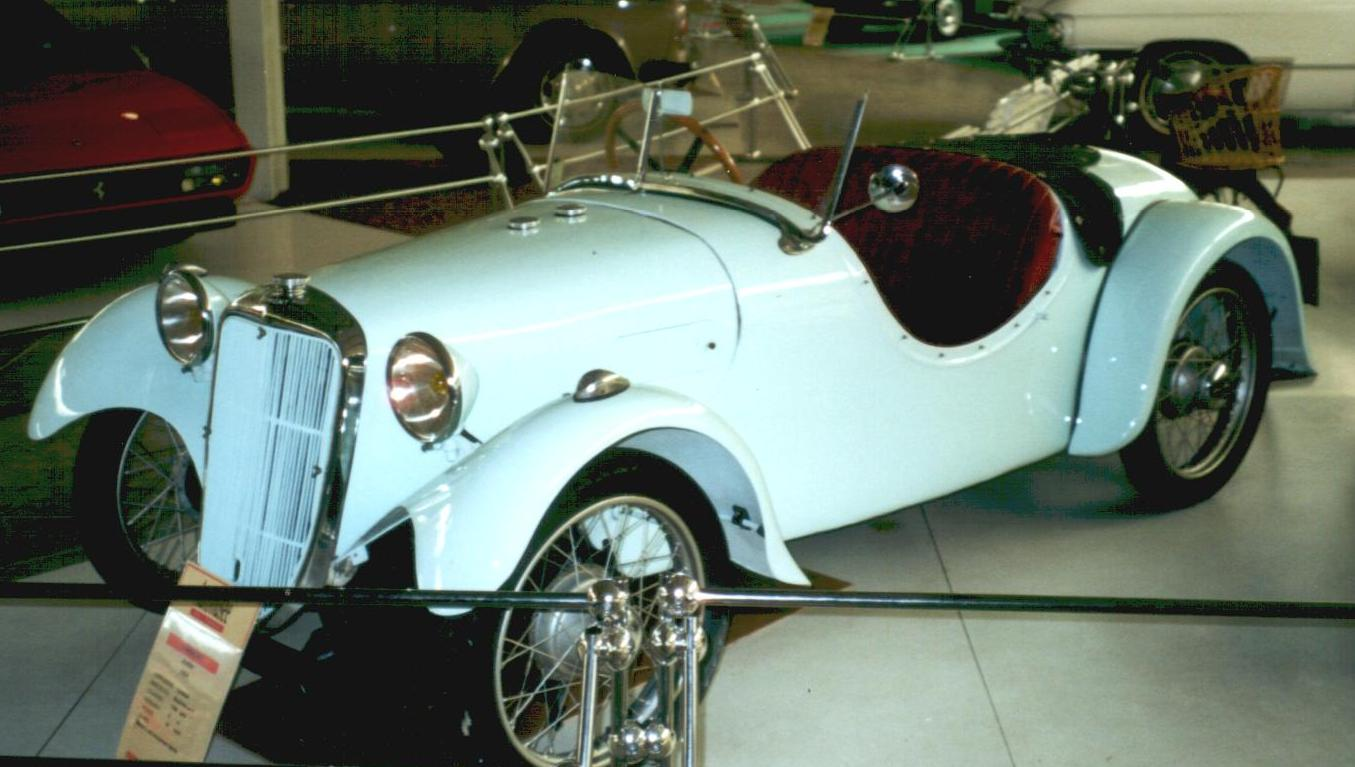
Una Darmont V-Junior

- Sport: fu uno dei primi modelli Morgan prodotti su licenza dalla casa francese. Fu prodotta tra la fine degli anni dieci e l'inizio degli anni venti.
- Spécial: una delle più note Darmont, montava un motore a 2 cilindri a V da 1089 cm³, con distribuzione a valvole in testa. Vi erano due livelli di potenza massima, 28 e 35 CV. La velocità massima era compresa tra i 120 e i 140 km/h, un valore notevole reso possibile dalla leggerezza del corpo vettura. I primi esemplari, però, erano in grado di arrivare anche a 150 km/h. Gli aggiornamenti successivi, tesi a dare un tocco più personale alle Darmont, finirono con il peggiorarne le prestazioni. La Special fu prodotta tra il 1927 e il 1934.
- Étoile de France: altra vetturetta a tre ruote, dotata anch'essa di motore da 1,1 litri. Il cambio era manuale a due soli rapporti, senza la retromarcia, come del resto anche sulle altre Darmont a tre ruote. Si poteva però avere a richiesta un cambio a tre marce dotato di retromarcia. Questa Darmont fu commercializzata a partire dal 1933.
- V-Junior: fu l'ultima Darmont prodotta e rispetto agli altri modelli era provvista di quattro ruote.